# Viettesia matilei
Viettesia matilei är en fjärilsart som beskrevs av De Toulgoët 1978. Viettesia matilei ingår i släktet Viettesia och familjen björnspinnare. Inga underarter finns listade i Catalogue of Life.